# Joao Rojas
Joao Robin Rojas Mendoza (La Troncal, 1989. június 14. –) ecuadori válogatott labdarúgó, aki jelenleg a São Paulo játékosa.
A válogatott tagjaként részt vett a 2014-es labdarúgó-világbajnokságon, illetve az U20-as válogatottal a 2009-es Dél-amerikai ifjúsági labdarúgó-bajnokságon.

## Statisztika
| Ecuador  | Ecuador | Ecuador |
| Év       | Mérk.   | Gólok   |
| -------- | ------- | ------- |
| 2008     | 1       | 0       |
| 2009     | 3       | 0       |
| 2010     | 6       | 0       |
| 2011     | 3       | 1       |
| 2012     | 4       | 0       |
| 2013     | 10      | 1       |
| 2014     | 6       | 0       |
| 2015     | 1       | 0       |
| Összesen | 34      | 2       |

## Sikerei, díjai
- Cruz Azul
  - CONCACAF-bajnokok ligája: 2013–14